# Scaphosepalum triceratops
Scaphosepalum triceratops là một loài thực vật có hoa trong họ Lan. Loài này được Luer & Andreetta miêu tả khoa học đầu tiên năm 1988.